# Union malaise
Pour les articles homonymes, voir malaise.
1946–1948
Entités précédentes :
- États malais fédérés
- Établissements des détroits
- États malais non fédérés

Entités suivantes :
- Fédération de Malaisie

L'Union malaise est le nom de la colonie britannique implantée dans la péninsule Malaise pendant moins de deux ans, entre 1946 et 1948 au sein de la Malaisie britannique.
L'Union malaise était une confédération des États malais et des établissements des détroits (à l'exception de Singapour) directement sous contrôle britannique ; créée le 1er avril 1946, elle devait simplifier l'administration des colonies britanniques de la région en transférant la souveraineté des sultans à la couronne britannique.
Du fait de l'opposition massive de la population malaise, l'Union malaise fut remplacée le 31 janvier 1948 par la fédération de Malaisie, elle-même précurseur de l'actuelle Malaisie.